# Global Warming Policy Foundation
Global Warming Policy Foundation (GWPF) est un cercle de réflexion et d'influence britannique climatosceptique fondé en 2009.

## Description
Engagée dans la controverse sur le réchauffement climatique, la fondation nie l'origine humaine du réchauffement climatique,.

## Histoire
La fondation fut fondée en novembre 2009, peu après le début des incidents des courriels du Climatic Research Unit. Ayant d'abord son quartier général dans un bureau de l'Institute of Materials, Minerals and Mining, il déménagea après au 55 Tufton Street, Londres SW1P 3QL. Son directeur est Benny Peiser,. GWPF déclare vouloir contrebalancer le débat actuel qui serait « déséquilibré, irrationnellement alarmiste et intolérant » et déclare être attentif aux coûts et implications des politiques proposées à ce sujet . 
Malgré les efforts pour dissimuler l'identité des donneurs, le blog Desmog UK parvient à en identifier plusieurs, tous liés à l'Institute of Economics Affairs, un think-tank néolibéral en partie financé par des intérêts pétroliers.

## Soutiens
- Vincent Courtillot, membre du conseil scientifique[7],[8].
- Harold Lewis
- Christian Gerondeau, membre du conseil scientifique[9].